# Внешняя торговля Турции

## Экспорт товаров
В 2009 году внешняя торговля Турции снизилась под давлением мирового финансового кризиса. Импорт и экспорт в долларовом выражении снизились на треть. Только в 2011 году экспорт начал восстанавливаться после кризиса. Однако, импорт восстановился раньше экспорта, из-за чего в 2011 году наблюдалось возросшее до более чем 100 млрд долл. отрицательное сальдо внешней торговли. С 2012 года экспорт Турции колебался около значения в 150 млрд долл., отражая в целом ситуацию в стране. Как говорят некоторые эксперты, подобная ситуация была вызвана косностью правительства, которое было не в состоянии воплотить в жизнь необходимые реформы: социальное обеспечение в стране было щедрое, вместе с тем, рынок труда проявлял сильную негибкость.
По состоянию на 2017 год экспорт товаров составил 157 млрд долл. в текущих ценах, что позволило Турции занять 31-е место в мире по объемам экспорта. Однако, объем экспорта Турции значительно ниже импорта, который в 2017 году оценивался в 234 млрд долл. Соответственно, торговый баланс был отрицательным и составил 77 млрд долл.
Сальдо торгового баланса Турции является устойчиво отрицательным несмотря на то, что за последнее десятилетие экспорт турецких товаров рос в среднем на 5,2 % в год, к 2017 году увеличившись почти в полтора раза. Рост экспорта сопровождался ростом импорта с практически идентичной динамикой — за последнее десятилетие импорт вырос в 1,4 раза. В экономике Турции, как и во многих экономиках развивающихся стран, экспорт играет важную роль, являясь значительным источником дохода. Отношение экспорта к ВВП в 2017 году достигло уровня в 17,4 %. Для сравнения, аналогичный параметр для США составляет всего около 7,7 % за тот же самый период времени.
В 2022 году экспорт составил 254 млрд. 200 млн. долл., став рекордным показателем за всю историю Турции. В апреле 2024 года годовой экспорт Турции достиг нового рекорда, составив 265 млрд долл. (за период апрель 2024 — апрель 2025). При этом, импорт за этот же период составил 351,6  млрд долл.
Таблица 1. Внешняя торговля товарами Турции с 2007 по 2017 гг.
(млрд долл. США в текущих ценах)
| Год  | Экспорт | Импорт | Сальдо |
| ---- | ------- | ------ | ------ |
| 2007 | 107,2   | 170,0  | -62,7  |
| 2008 | 132,0   | 201,9  | -69,9  |
| 2009 | 102,1   | 140,9  | -38,7  |
| 2010 | 113,8   | 185,5  | -71,6  |
| 2011 | 134,9   | 240,8  | -105,9 |
| 2012 | 152,4   | 236,5  | -84,0  |
| 2013 | 151,8   | 251,6  | -99,8  |
| 2014 | 157,6   | 242,1  | -84,5  |
| 2015 | 143,8   | 207,2  | -63,3  |
| 2016 | 142,5   | 198,6  | -56,0  |
| 2017 | 156,9   | 233,8  | -76,8  |
| 2021 | 225,3   | 271,4  | -46,1  |

По данным за 2017 год экспорт турецких товаров, в основном, приходился на страны Европы. Самыми крупными импортёрами являлись Германия и Великобритания — 10 % и 6 % экспорта соответственно.

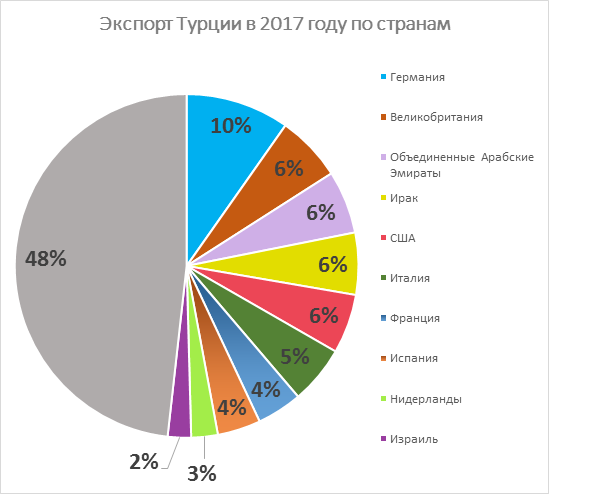
Рисунок 1. Турецкий экспорт по странам в 2017 г.

Основными товарными позициями для экспорта являются текстиль (19 %), транспортные средства (15 %) и механическое оборудование (15 %). Турция известна своим текстилем на протяжении веков: упоминания о турецких коврах были сделаны еще Марком Поло.Не изменяя своим традициям, Турция и сейчас среди лидеров по производству одежды. Крупнейшими потребителями турецкой одежды являются Молдавия и Киргизия, которые в 2016 году осуществили импорт из Турции более половины всей ввезённой в их страну одежды. Немногим меньше половины импортировали Дания и Эстония.
Кроме того, в структуру экспорта входят продукция химической промышленности, электротовары, суда, морское оборудование.
Контрагентами Турции являются 197 стран.

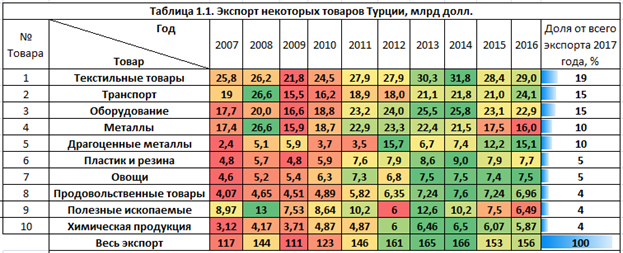
Таблица 1.1. Структура турецкого экспорта

В таблице 1.1 и 1.2 цветовой шкалой выделены изменения значений по каждому товару относительно каждого из годов от самого меньшего значения по товару (красный цвет) до самого большого значения (зелёный цвет). Как можно заметить из обеих таблиц, после экономического кризиса 2008 года в значительной степени снизились как экспорт, так и импорт.

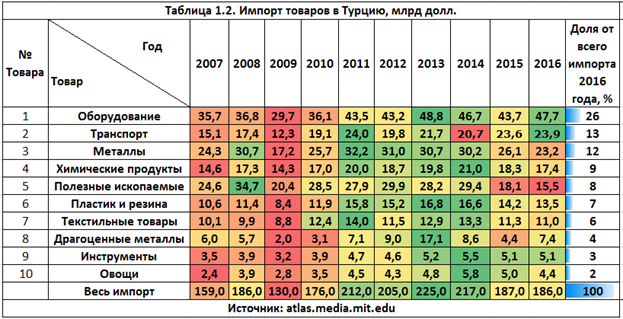
Таблица 1.2 Структура турецкого импорта

## Импорт товаров
Турция импортирует в основном машины и оборудование (26 %), транспортные средства (13 %) и металлы (12 %). В потоках импортных товаров значительное место занимает продукция из Китая и Германии, что отражено на рис. 3. Превалирующая доля Китая и Германии объясняется тем, что это крупнейшие в мире поставщики машин и электроники. 
Более 36 % импорта поступает в Турцию из Европейского союза, чему также способствовала отмена пошлин по договору о свободной торговле.
Осуществляется импорт 98 % потребляемого газа. 77 % импортируемого газа транспортируется по газопроводам, 23 % — танкерами по морю в виде сжиженного природного газа.
На май 2023 года Турция импортирует газ из 6 стран: из России, Ирана, Азербайджана — трубопроводами, из США, Алжира и Египта — СПГ.

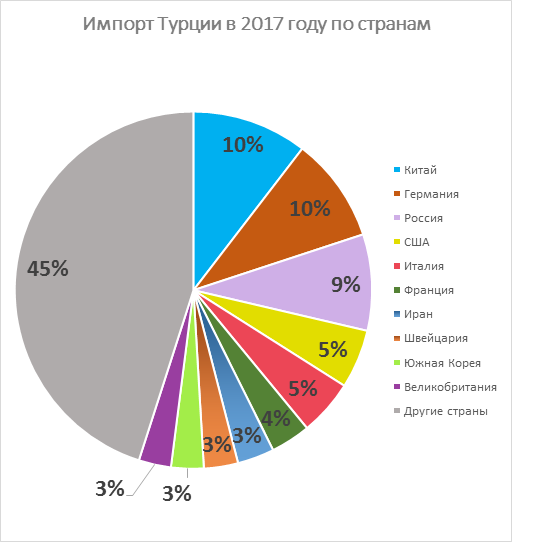
Рисунок 2. Турецкий импорт по странам в 2017 г.

## Внешняя торговля услугами
Экспорт услуг в Турции развивался стремительными темпами до 2014 года. Одной из основных статей дохода страны является туризм, который занимает 10,4% (на период 2014 г.) от общего ВВП. В связи с политическим кризисом, терактами и в целом неблагоприятной обстановкой, поток туристов после 2014 года значительно сократился, что отразилось на общем экспорте услуг (Рис. 3). За два последующих года объем экспорта услуг снизился на 27,5%, с 52 млрд до 37 млрд долл. США. Однако, в 2017 году объем экспорта услуг прекратил падение и начал рост, что может быть связано с падением курса турецкой лиры, ввиду чего турецкие услуги стали более привлекательны на мировом рынке .
Турецкий сектор услуг сосредоточен, в основном, на рекреационном сегменте. Основными категориями в экспорте услуг являются путешествия и транспорт, что отражено на Рис. 4. Судя по данным за 2012 год, россияне являлись одними из основных потребителей турецких услуг, связанных с путешествиями – 8,4% всего объема, находясь в тройке лидеров между Германией (13,7 %) и Великобританией (6,5 %). Поэтому, наложенный в 2016 году Россией запрет на полёты в Турцию  не мог не повлечь значительных последствий для турецкого экспорта услуг.

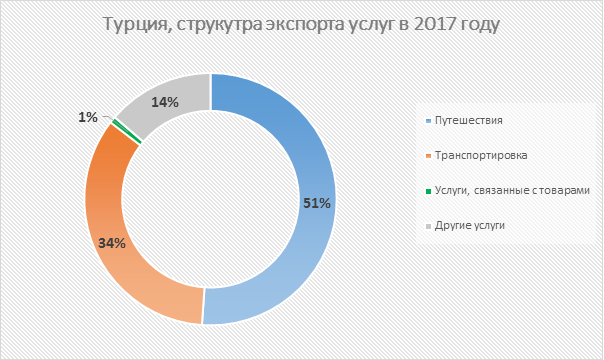
Рисунок 3. Структура экспорта услуг Турции в 2017 г.

Импорт услуг Турцией также снизился после 2014 года, но не так значительно, как экспорт, в этот же период: с 24,8 до 21,8 млрд долл. В отличие от внешней торговли товарами, в секторе услуг сохраняется значительное и стабильное положительное сальдо торгового баланса, которое в 2014 году составило 23,5 млрд долл.

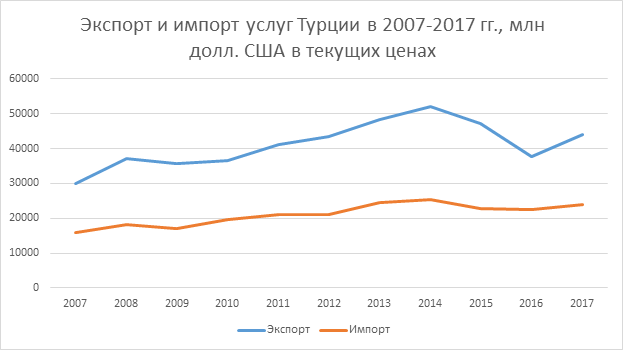
Рисунок 4. Динамика экспорта и импорта услуг Турции в 2007-2017 гг.

Как видно из рис. 5, основные услуги, которые импортирует Турция, мало отличаются от структуры экспорта этой страны – транспортировка и путешествия. Однако, в этом перечне значительную долю занимают финансовые услуги, к которым можно отнести и услуги по предоставлению страховок и пенсий. Данная ситуация отражает недоверие граждан к национальной банковской системе, что не удивительно, ввиду наступившего в 2017 году финансового кризиса.

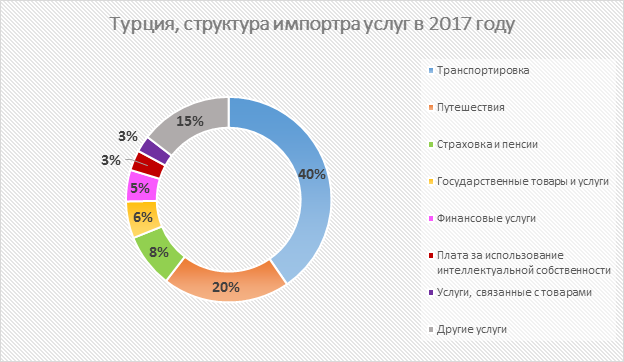
Рисунок 5. Структура импорта услуг Турции в 2017 г.

## Транзит товаров
С постройкой трубопроводов из России и Азербайджана (газо- и нефтепроводов) Турция начала приобретать роль как страна транзита товаров. Кроме того, Турция стремится осуществлять транзит нефтегазовых товаров из других стран.

## Регулирование внешнеэкономической деятельности
Турция является членом ВТО с 1995 года, и в числе первых подписала Генеральное соглашение по тарифам и торговле в 1951 г. С Европейским союзом Турцию связывает соглашение о Таможенном союзе Европейского союза, которое было подписано в 1995 году. Эти взаимные обязательства, в числе прочих, позволяют многим товарам как ввозиться в Турцию без пошлин, так и не облагать пошлинами турецкий экспорт.
Главным контролирующим и исполнительным государственным органом в системе внешнеэкономического регулирования является Министерство экономики Турции. При содействии Министерства экономики активная роль отводится союзам экспортеров, объединяющих по товарно-отраслевому принципу экспортеров различной продукции. Создан единый "Союз экспортеров" с центром в г. Анкара, решения которого обязательны для всех экспортеров. Таким образом, часть функций управления экспортом делегирована властями самим экспортерам.
Турция применяет единый внешний тариф, и её тарифы режима наибольшего благоприятствования (РНБ) для несельскохозяйственной продукции довольно низки, в среднем около 5%. Но для сельскохозяйственной продукции тарифные барьеры велики. По соглашению с ВТО, более 66% наименований сельскохозяйственной продукции осталось вне регулирования. Для них Турция может назначать сколь угодно высокие тарифы. Действительно, в таблице 2 отражено, что пошлины на сельскохозяйственную продукцию выше почти в 10 раз.
Таблица 2. Тарифные ставки режима наибольшего благоприятствования для сельскохозяйственной и несельскохозяйственной продукции, %.
| Наименование                | Год  | Всего | С/х товары | Промышленные товары |
| --------------------------- | ---- | ----- | ---------- | ------------------- |
| Ставки РНБ                  | 2017 | 10,9  | 43,1       | 5,8                 |
| Средневзвешенные ставки РНБ | 2016 | 5,4   | 30,4       | 3,6                 |

Таможенные сборы включают налог на добавленную стоимость (НДС), взимаемый с большинства импортируемых, а также отечественных товаров и услуг. Импортер несет ответственность за уплату НДС. НДС рассчитывается по ценам CIF плюс ставка пошлины и любые другие применимые сборы, взимаемые до того, как товар покинет таможню. НДС для большинства сельскохозяйственных продуктов (основные продукты питания) колеблется от 1% до 8%, и может достигать до 18% для некоторых продуктов переработки. Капитальные товары, некоторые виды сырья, импорт государственными учреждениями и государственными предприятиями, а также продукты для инвестиций с сертификатами стимулирования освобождаются от импортных пошлин. Турция полагается на внутренние налоги на товары и услуги для повышения государственных доходов, а не на торговые налоги, такие как таможенные пошлины. НДС Турции и специальный налог на потребление в принципе не проводят различия между импортируемыми и отечественными товарами. Вместе НДС и специальный налог на потребление обеспечивают более половины государственных доходов.